# 제53회 금마장
제53회 금마장은 2016년 11월 4일에 열린 시상식이다.

## 수상 및 후보

### 장편영화상
- 더 섬머 이즈 곤 - 장 다레이 수상

### 다큐멘터리상
- 르 물랭 - 황 얄리 수상

### 단편 애니메이션상
- 윈더 인 더 다크 - 레딕 수 수상

### 감독상
- 아부시반금련 - 펑 샤오강 수상

### 남우주연상
- 미스터 노 프라블럼 - 범위 수상

### 여우주연상
- 소울메이트 - 주동우 수상
- 소울메이트 - 마사순 수상

### 남우조연상
- 카페 6 - 임백굉 수상

### 여우조연상
- 매드 월드 - 금연령 수상

### 신인감독상
- 매드 월드 - 웡 춘 수상

### 신인배우상
- 더 섬머 이즈 곤 - 웨이 강 수상

### 각본상
- 트리비사 - 용문강 외 2명 수상

### 각색상
- 미스터 노 프라블럼 - 메이 펭 외 1명 수상

### 촬영상
- 장강도 - 마크 리 핑빙 수상

### 편집상
- 트리비사 - 양전륜 외 1명 수상

### 액션감독상
- 탐정 당인: 차이나타운 살인사건 - 오강 수상

### 예술감독상
- 일로순풍 - 조사호 수상

### 영화음악상
- 씨티 오브 제이드 - 임강 수상

### 주제가상
- OlaBola - 온 산 수상

### 분장/의상디자인상
- 탐정 당인: 차이나타운 살인사건 - 장세걸 수상

### 시각효과상
- 심용결 : 잃어버린 전설 - 샘 코르쉬드 외 3명 수상

### 음향효과상
- 장강도 - 타오항 외 1명 수상

### 단편영화상
- 9월 28일, 맑음 - 잉량 수상

### 국제비평가협회상
- 더 섬머 이즈 곤

### 관객상
- 아부시반금련

### 평생공로상
- 장영상 수상

### 최우수대만영화인상
- 미디 지 수상

### 금마장상 후보작
- 위즈 온 파이어 - 찬 치-팻
- 심용결 : 잃어버린 전설 - 우얼샨
- 마신자 - 빨간 옷 소녀의 저주 - 웨이-하오 청
- 탐정 당인: 차이나타운 살인사건 - 진사성
- 로카 라퀴 - 라하 메보우
- 코드네임 : 콜드워 - 써니 럭 외 2명
- 북 오브 러브 - 설효로
- 만 마디를 대신하는 말 한 마디 - 유린 리우
- 아래층 사람들 - 아담 추웨이
- 엽문3: 최후의 대결 - 엽위신
- 일로순풍 - 청몽홍
- 산이 울다 - 래리 양
- 카페 6 - 오자운
- 천량지전: 새벽이 오기 전에 - 오중천
- 매드 월드 - 웡 춘
- 삼인행 - 두기봉
- 트리비사 - 프랭크 후이 외 1명
- 마트 강탈 사건 - 이가영
- 헤븐 인 더 다크 - 원검위
- Mrs. K - 서동녘
- 아부시반금련 - 펑 샤오강
- 미스터 노 프라블럼 - 메이 펭
- 하얀 개미 - 추 시엔저
- 화이트 라이즈, 블랙 라이즈 - 루 이안
- 포레스트 드뷔시 - 첸 취 쿠오
- 소울메이트 - 증국상
- 만달레이로 가는 길 - 미디 지
- 더 섬머 이즈 곤 - 장 다레이
- 선위의 영혼 - 장양
- 올라 볼라 - 치우 컹 관
- 장강도 - 차오 양
- 대어해당 - 양선
- 옐로잉 - 찬쯔운
- 스몰 토크 - 황 후이전
- 더 로드 - 장 잔보
- 르 물랭 - 황 얄리
- 시티 오브 제이드 - 미디 지
- 푸 앤드 리 - 제로 린
- 9월 28일, 맑음 - 잉량
- 크래쉬 - 콩 칭회이
- 아니 - 리나 B. 저우
- 아일랜드 - 왕 허저
- 윈더 인 더 다크 - 레딕 수
- 바우무 - 청 소-춘
- 화이트 터널 - 치엔 란-치 외 1명
- 로스 - 이 자오
- 바트 - 황 윤-시안
- 추결 - 리 싱

### 메이드 인
- 더 리셉셔니스트 - 제니 루
- 포 모어 선 II - 리 치아후아
- 사운드 오브 필름, 앤드 폴리 아티스트 - 왕 완-조
- 주람평 ~ 인생과 음악 - 이국황
- 더 게임 온리 위 오누 - 린 관-후이
- 프리즈 - 넬리시아 로우
- 셀피 - 딕키 챌머스
- 블랙 포 더 메모리 - 첸 슌-지아

### 마스터 클래스
- 더 뷰티풀 데이즈 오브 아란후에스 - 빔 벤더스
- 나의 어머니 - 난니 모레티
- 엘르 - 폴 버호벤
- 퍼스널 쇼퍼 - 올리비에 아사야스
- 언노운 걸 - 장 피에르 다르덴 외 1명
- 은판 위의 여인 - 구로사와 기요시
- 에브리바디 원츠 썸!! - 리처드 링클레이터
- 네루다 - 파블로 라라인
- 끝없는 시 - 알레한드로 조도로프스키
- 마'로사 - 브리얀테 멘도사
- 그물 - 김기덕

### 차이니스 글로벌 비젼
- 더 송즈 위 생 - 에바 탕
- 왓츠 인 더 다크니스 - 왕 위춘
- 맥둘과 밥솥 로봇 - 브라이언 체
- 데스 듀얼 - 추 원
- 삼소야적검 3D - 이동승
- 추흉자야 - 초보평

### 비바 오뙤르
- 슬랙 베이:바닷가 마을의 비밀 - 브루노 뒤몽
- 토니 에드만 - 마렌 아데
- 아뉴스 데이 - 안느 퐁텐
- 애프터 러브 - 조아생 라포스
- 바칼로레아 - 크리스티안 문주
- 시에라네바다 - 크리스티 푸이유
- 사라예보의 죽음 - 다니스 타노비치
- 비욘드 더 마운틴즈 앤드 힐스 - 에란 콜리린
- 서튼 위민 - 켈리 라이카트
- 러빙 - 제프 니콜스
- 아메리칸 허니 - 안드레아 아놀드
- 당신자신과 당신의 것 - 홍상수
- 굿바이 베를린 - 파티 아킨
- 퀸 오브 카트웨 - 미라 네어

### 파노라마
- 투모로우(영어판) - 시릴 디옹 외 1명
- 플라네타륨 - 레베카 즐로토브스키
- 프렌치 투어 - 라시드 드자이다니
- 패티와의 스물 하룻밤 - 아르노 라리외
- 더 컨페션스 - 로베르토 안도
- 사랑에 빠진 여자 - 토마스 바실레프스키
- 벨기카 - 펠릭스 반 그뢰닝엔
- 랜드 오브 마인 - 마틴 잔드블리엣
- 핸즈 오브 스톤 - 조나단 자쿠보위즈
- 열 번째 남자 - 다니엘 부르만
- 내 어깨 위 고양이, 밥 - 로저 스포티스우드
- 녹터널 애니멀스 - 톰 포드
- 투 러버스 앤 어 베어 - 킴 누옌
- 말라리아 - 파르비즈 샤흐바지
- 셰퍼즈 앤 벗쳐스 - 올리버 슈미츠

### 새로운 물결
- 24주 - 앤 조라 베라치드
- 더 댄서 - 스테파니에 디 쥬스토
- 글로리 - 크리스티나 그로제바
- 앨범 - 메멧 캔 메트글루
- 퍼스널 어페어스 - 마하 하즈
- 산티스 씨의 기나긴 밤 - 프란시스코 말퀘즈 외 1명
- 더 가비지 헬리콥터 - 요나스 젤베리 아우구스텐
- 올리 마키의 가장 행복한 날 - 유호 쿠오스마넨

### 아시아의 창
- 세토우츠미 - 오모리 타츠시
- 디스트럭션 베이비스 - 마리코 테츠야
- 사토시의 청춘 - 모리 요시타카
- 아즈미 하루코는 행방불명 - 마츠이 다이고
- 트위스티드 저스티스 - 시라이시 카즈야
- 아카펠라 - 야자키 히토시
- 비밀은 없다 - 이경미
- 스냅 - 콩데이 자투라나사미
- 견습생 - 부준펑
- 오디너리 피플 - 에두아르도 로이 주니어
- 헤마 헤마 - 키엔체 노르부
- 하얀 태양 - 디팍 라우니야르
- 샤룩칸의 팬 - 마니쉬 샤르마
- 술탄 - 알리 아바스 자파

### 또 다른 시선
- 사파리 - 울리히 사히들
- 상처입은 마음 - 라두 주데
- 더 스튜던트 - 키릴 세레브렌니코프
- 디 아이즈 오브 마이 마더 - 니콜라스 페스케
- 언테임드 - 아마트 에스칼란테
- 어둠의 시간 - 아노차 수위차콘퐁

### 특별 상영
- 빌리 린스 롱 하프타임 워크 - 이안

### L.G.B.T
- 돈 콜 미 선 - 안나 무이라에르트
- 내가 처음으로 사랑한 소녀 - 케렘 산가
- 비잉 17 - 앙드레 테시네
- 테레즈의 삶 - 세바스찬 리프쉬츠
- 후즈 고너 러브 미 나우? - 토머 헤이먼 외 1명
- 다른 사람들 - 크리스 캘리

### 뮤직 아포칼립스
- 본 투 비 블루 - 로버트 뷔드로
- 퍼플 레인 - 앨버트 매그놀리
- 김미 데인저 - 짐 자무쉬
- 재니스: 리틀 걸 블루 - 에이미 버그
- 비틀스: 에잇 데이즈 어 위크 - 투어링 이어즈 - 론 하워드
- 슈퍼소닉 - 맷 화이트크로스

### 미드나잇 익스프레스
- 킬스 온 휠즈 - 아틸라 틸
- 헌트 포 더 와일더피플 - 타이카 와이티티
- 홀리데이즈 - 케빈 스미스
- 독 이트 독 - 폴 슈레이더
- 기름범벅 교살자 - 짐 호스킹
- 로스트 인 파리 - 도미니크 아벨 외 1명
- 64 - 전편 - 제제 타카히사
- 64 - 후편 - 제제 타카히사

### 라이프 앤 레전드
- 더 다잉 오브 더 라이트 - 피터 플린
- 존 버거의 사계 - 바르테크 지아도시 외 3명
- 더 스페이스 인 비트윈: 마리나 아브라모빅 앤 브라질 - 마르코 델 피올
- 데이빗 린치 더 아트 라이프 - 존 구옌 외 2명
- 리차드 링클레이터 - 드림 이즈 데스티니 - 루이스 블랙
- 미후네: 라스트 사무라이 - 스티븐 오카자키

### 고전 상영
- 고령가 소년 살인사건 - 에드워드 양
- 타이페이 스토리 - 에드워드 양
- 로터스 인 폴 - 라이 쳉-잉
- 블랙 스노우 - 시에페이
- 레옹 - 뤽 베송
- 인톨러런스 - D.W. 그리피스
- 더 데칼로그 I - 크쥐시토프 키에슬로프스키
- 더 데칼로그 II - 크쥐시토프 키에슬로프스키
- 더 데칼로그 III - 크쥐시토프 키에슬로프스키
- 더 데칼로그 IV - 크쥐시토프 키에슬로프스키
- 더 데칼로그 V - 크쥐시토프 키에슬로프스키
- 더 데칼로그 VI - 크쥐시토프 키에슬로프스키
- 더 데칼로그 VII - 크쥐시토프 키에슬로프스키
- 더 데칼로그 VIII - 크쥐시토프 키에슬로프스키
- 더 데칼로그 IX - 크쥐시토프 키에슬로프스키
- 더 데칼로그 X - 크쥐시토프 키에슬로프스키

### 트리뷰트
- 텐 - 압바스 키아로스타미
- 퍼스트 그레이더스 - 압바스 키아로스타미
- 내 친구의 집은 어디인가 - 압바스 키아로스타미
- 클로즈 업 - 압바스 키아로스타미
- 그리고 삶은 계속된다 - 압바스 키아로스타미
- 올리브 나무 사이로 - 압바스 키아로스타미
- 체리 향기 - 압바스 키아로스타미
- 바람이 우리를 데려다 주리라 - 압바스 키아로스타미

### 서프라이즈 필름
- 세일즈 맨 - 아쉬가르 파라디
- 온 더 밀키 로드 - 에밀 쿠스트리차
- 애프터이미지 - 안제이 바이다
- 씨 오브 트리스 - 구스 반 산트
- 매드맥스: 분노의 도로 - 조지 밀러

### 셰익스피어 온 필름
- 햄릿 - 로렌스 올리비에
- 한밤의 차임벨 - 오손 웰즈
- 로미오와 줄리엣 - 프란코 제피렐리
- 천사의 대화 - 데릭 저먼
- 헛소동 - 케네스 브래너
- 리차드 3세 - 리차드 론크레인